# Botrychium pallidum
Botrychium pallidum är en låsbräkenväxtart som beskrevs av Wagner. Botrychium pallidum ingår i släktet låsbräknar, och familjen låsbräkenväxter. Inga underarter finns listade i Catalogue of Life.

## Bildgalleri

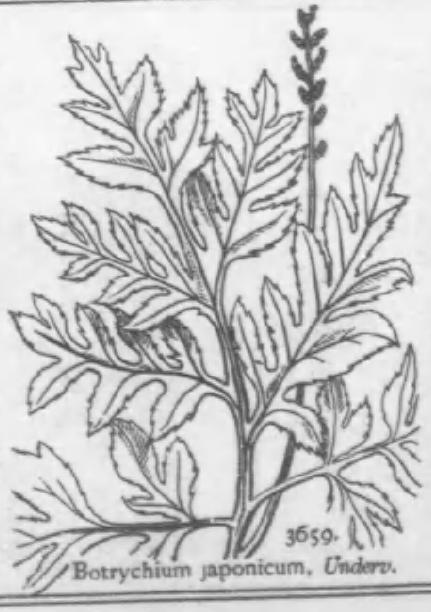
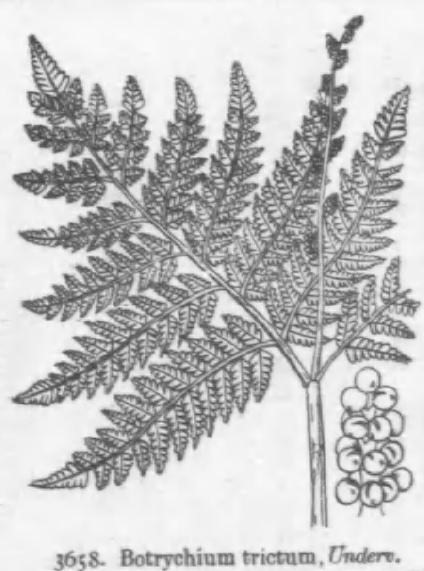